# 雲心寺
雲心寺（うんしんじ）は、愛知県名古屋市熱田区尾頭町にある浄土宗鎮西派の寺院。名古屋三大仏の一つである阿弥陀如来像を本尊とする。

## 歴史
開山者の近藤武兵衛が身内を亡くして山伏になった時に知り合った僧侶を迎え、元文4年（1739年）に開山した。翌年には現在の東海市から熱田の現在地に一部を残し、移転した。その時の寺院は現在も東海市に残っており、知多新四国霊場の札所となっている。当初は慈悲山普門寺であり、現在の山号は知恩院の末寺になってから改称をしている。
明治維新までは檀家を持たぬ寺院であり、名古屋の著名人の寄進で運営されており、戦後には名古屋市の市観光協会の後援により大名古屋十二支恵当寺の第七番霊場として午年の守り本尊、勢至菩薩を安置している。
本尊である阿弥陀如来像は江戸時代に京都の仏師山本茂祐が作成し、開眼した仏像である。着座をしているので大きくは見えないが実際には2m以上の大きさがある。それまでの本尊は胎内仏として祀られている。
この仏師を紹介したのは当時の建中寺の住職であり、また、名古屋の三大仏の一つとされ、興正寺の大日如来像、栄国寺の阿弥陀如来像と並ぶ。

## 境内
戦中には金属の提供により梵鐘を失い、戦後には区画整理により敷地は縮小された。中に入ると笠を覆った弘法大師の石像が微笑み、地蔵菩薩像と並び安置されている。境内の池は「心」の字を象っており、傍らには付属の幼稚園が併設されている。

## 交通アクセス
- 名古屋市営地下鉄名城線・西高蔵駅から徒歩で約3分。

### WEB
1. ↑  『雲心寺』宗教法人雲心寺。2023年1月28日閲覧。